# قسم شيخ عامر الريفي
قسم شيخ عامر الريفي (بالفارسية: دهستان شيخ عامر) هو قسم ريفي إيراني في بلدة تشاه ورز, مقاطعة لامرد, محافظة فارس, إيران. وحسب إحصاء سنة 2006 كان عدد سكانها (؟) نسمة.